# Personalschlüsselberechnung in Deutschland

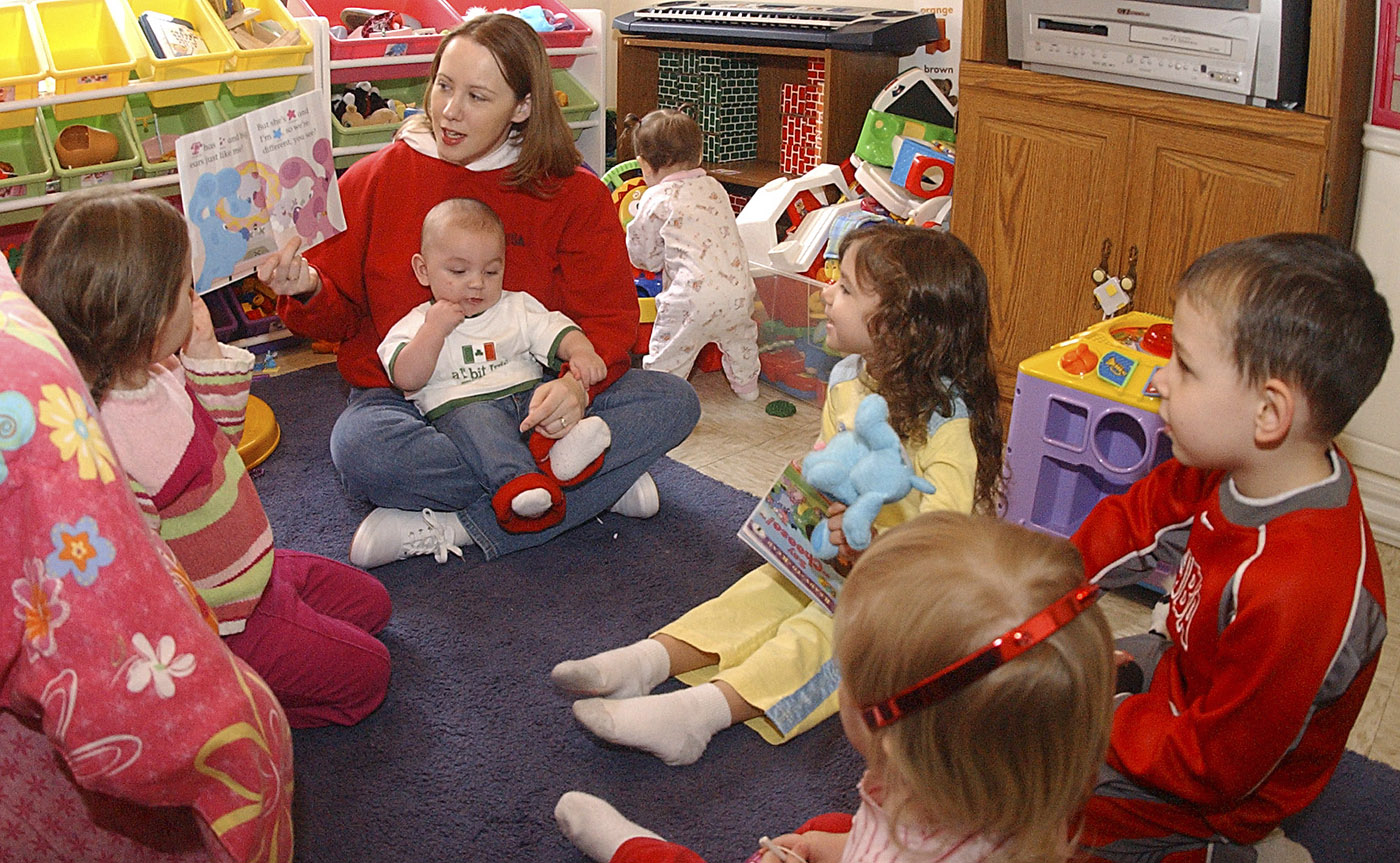
Kinderbetreuung

Im Zusammenhang mit der Statistik der Kinder- und Jugendhilfe in Deutschland wird ein standardisiertes Verfahren zur Personalschlüsselberechnung verwendet, das zur Ermittlung des Betreuungsschlüssels oder Personalschlüssels in Kindertageseinrichtungen dient.
Das Statistische Bundesamt definiert den Personalschlüssel mittels Vollzeitäquivalenten der betreuten Kinder (Vollzeitbetreuungsäquivalent) und der in der Kindertageseinrichtung pädagogisch tätigen Personen (Vollzeitbeschäftigungsäquivalent) für die verschiedenen Gruppenarten. Grundlage dafür sind Kindertageseinrichtungen mit fester Gruppenstruktur. Der berechnete Personalschlüssel darf nicht mit der Fachkraft-Kind-Relation verwechselt werden.

## Alte Berechnungsmethode (bis 2011)
Die Berechnungsmethode wurde bis 2011 mehrfach umgestellt, so dass Personalschlüssel in doppelter Hinsicht nicht mit den Werten der Vorjahre vergleichbar sind. Ab 2010 wird einerseits der gruppenbezogene Median (gruppenbezogener Zentralwert) dargestellt. In den Vorjahren wurde der arithmetische Mittelwert ausgewiesen.
Andererseits wird seit 2012 die exakte vertraglich vereinbarte wöchentliche Betreuungszeit der Kinder erfasst und nicht wie in den Vorjahren nur Kategorien der täglichen Betreuungszeiten. Bis zum Jahr 2011 wurden für die Personalschlüsselberechnung an Stelle der tatsächlich vereinbarten Betreuungszeiten hilfsweise Betreuungsmittelwerte verwendet. Das folgte aus der Datenerfassung der Betreuungszeiten der Kinder nach Größenklassen, die keine genauen Werte dieser Betreuungszeiten lieferte. Wegen der damit verbundenen Ungenauigkeiten und Verzerrungen wurde dieses Verfahren abgeschafft.
Darüber hinaus werden ab 2012 die Arbeitszeiten des Personals in bis zu zwei Arbeitsbereichen erfasst, zuvor wurde die gesamte Arbeitszeit dem überwiegenden Arbeitsbereich zugeordnet. Dadurch konnte die Berechnung des Personalschlüssels verbessert werden. Der Vergleich zu den Vorjahren ist aber nur noch sehr eingeschränkt möglich.

## Aktuelle Berechnungsmethode (ab 2012)
Wegen unterschiedlicher Arbeitszeiten beim Personal und verschieden langer Betreuungszeiten bei den Kindern muss eine Standardisierung erfolgen, damit die Ergebnisse vergleichbar sind. Bei den Kindern wird die vertraglich vereinbarte wöchentliche Betreuungszeit (Stunden) auf 40 Stunden pro Woche bezogen. Daraus ergibt sich das Vollzeitbetreuungsäquivalent. Beim pädagogisch tätigen Personal wird die Summe der vertraglich vereinbarten Wochenarbeitszeiten, bezogen auf die reguläre Wochenarbeitszeit von 39 Wochenstunden, verwendet. Der Beschäftigungsumfang von gruppenübergreifend tätigen Personen wird gleichmäßig auf alle Gruppen in der Kindertageseinrichtung verteilt, wobei Leitungsanteile nicht berücksichtigt werden. Daraus ergibt sich das Vollzeitbeschäftigungsäquvalent. Die errechneten Äquivalente für die Kinder und das Personal werden dividiert. Daraus ergibt sich ein standardisierter Personalschlüssel pro Gruppe.

### Vollzeitbetreuungsäquivalent
Das Vollzeitbetreuungsäquivalent einer Kindergruppe wird berechnet, indem zunächst die vertraglich vereinbarten Betreuungszeiten aller Kinder innerhalb der Gruppe addiert werden. Das Ergebnis wird dann durch die Dauer einer Ganztagsbetreuung von 40 Stunden/Woche dividiert.
```

  

    

      

        

          
VZBetreuungs

        

        

          

            

              
a

              
¨

            

          

        

        

          
quivalent

        

        
=

        

          

            
Summe der Betreuungszeiten

            
40

          

        

      

    

    
{\displaystyle {\text{VZBetreuungs}}{\ddot {\text{a}}}{\text{quivalent}}={\frac {\text{Summe der Betreuungszeiten}}{40}}}

  

```

Beispiel Kindergartengruppe (Alter ab 3 Jahre bis Schuleintritt)
```
6 Kinder mit 25 Stunden
6 Kinder mit 30 Stunden
6 Kinder mit 35 Stunden
6 Kinder mit 40 Stunden

Vollzeitbetreuungsäquivalent = (6 × 25 + 6 × 30 + 6 × 35 + 6 × 40) / 40

Vollzeitbetreuungsäquivalent = 780 / 40  = 
19,5
```

### Vollzeitbeschäftigungsäquivalent
Das Vollzeitbebeschäftigungsäquivalent berechnet sich aus der Wochenarbeitszeit der Fachkräfte in der jeweiligen Gruppe. Gruppenübergreifend tätige Kräfte werden anteilmäßig auf die Gruppen in der Kindertageseinrichtung verteilt. Leitungsanteile werden nicht berücksichtigt. Diese Wochenarbeitszeiten sind aufgrund der Erhebungsmethode einschließlich der Anteile für Vertretung und mittelbare pädagogische Arbeit zu verstehen. Der ermittelte Wert wird durch die reguläre Wochenarbeitszeit von 39 Stunden/Woche dividiert.
```

  

    

      

        

          
VZBesch

        

        

          

            

              
a

              
¨

            

          

        

        

          
ftigungs

        

        

          

            

              
a

              
¨

            

          

        

        

          
quivalent

        

        
=

        

          

            
Summe der Wochenarbeitszeiten

            
39

          

        

      

    

    
{\displaystyle {\text{VZBesch}}{\ddot {\text{a}}}{\text{ftigungs}}{\ddot {\text{a}}}{\text{quivalent}}={\frac {\text{Summe der Wochenarbeitszeiten}}{39}}}

  

```

Beispiel Kindergartengruppe oben
```
1 Vollzeitkraft mit 39 Stunden
1 Teilzeitkraft mit 29 Stunden
1 gruppenübergreifende Kraft, Anteil 12 Stunden

Vollzeitbeschäftigungsäquivalent = (39 + 29 + 12) / 39 

Vollzeitbeschäftigungsäquivalent = 80 / 39  = 
2,05
```

### Personalschlüssel
Zu Berechnung des Personalschlüssels wird schließlich das Vollzeitbetreuungsäquivalent durch das Vollzeitbebeschäftigungsäquivalent dividiert.
```

  

    

      

        

          
Personalschl

        

        

          

            

              
u

              
¨

            

          

        

        

          
ssel

        

        
=

        

          

            

              

                
VZBetreuungs

              

              

                

                  

                    
a

                    
¨

                  

                

              

              

                
quivalent

              

            

            

              

                
VZBesch

              

              

                

                  

                    
a

                    
¨

                  

                

              

              

                
ftigungs

              

              

                

                  

                    
a

                    
¨

                  

                

              

              

                
quivalent

              

            

          

        

      

    

    
{\displaystyle {\text{Personalschl}}{\ddot {\text{u}}}{\text{ssel}}={\frac {{\text{VZBetreuungs}}{\ddot {\text{a}}}{\text{quivalent}}}{{\text{VZBesch}}{\ddot {\text{a}}}{\text{ftigungs}}{\ddot {\text{a}}}{\text{quivalent}}}}}

  

```

Beispiel Kindergartengruppe oben
```
Personalschlüssel = 19,5 / 2,05 = 
9,5
 (als Zahl)
```

Das Ergebnis ist die Zahl der Kinder, die rechnerisch von einer vollzeitbeschäftigten Fachkraft betreut werden. Je kleiner diese Zahl ist, umso besser ist die Betreuungssituation. Das kann auch als Verhältnis angegeben werden:
```
Personalschlüssel = 
1 : 9,5
 (als Verhältnis)
```

### Statistik
Nachdem die Personalschlüssel aller Gruppen mit der beschriebenen Methode berechnet wurden, wird – getrennt nach Altersklassen und Bundesländern – der Median der Verteilung ermittelt und vom Statistischen Bundesamt in der Publikation "Der Personalschlüssel in Kindertageseinrichtungen" veröffentlicht.

### Fachkraft-Kind-Relation

Fachkraft-Kind-Relation im zeitlichen Verlauf (entspricht Beispiel im Text)

Die Fachkraft-Kind-Relation gibt an, wie viele Fachkräfte für die Arbeit mit dem Kind zur Verfügung stehen. Das nebenstehende Bild zeigt die Situation für einen Tagesablauf. Der berechnete Personalschlüssel darf nicht mit der Fachkraft-Kind-Relation verwechselt werden, weil die Summe der Wochenarbeitszeiten auch die Stundenanteile für Vertretung bei Krankheit, Urlaub und Fortbildung sowie die mittelbare pädagogische Arbeit (Vor- und Nachbereitung, Elterngespräche, Teamsitzungen und mehr) beinhalten. Diese Zeitanteile müssen zur Ermittlung der kindbezogenen Beschäftigungsäquivalente abgezogen werden. Wie hoch dieser Anteil ist, wird von verschiedenen Berechnungsmodellen unterschiedlich bewertet und hängt auch davon ab, wie hoch die Anteile an Teilzeitkräften sind. Es werden Werte zwischen 23 und 36 Prozent genannt. Rechnet man pauschal mit einem Anteil von 25 Prozent an der Gesamtarbeitszeit für „kinderfreie Zeiten“, so erhält man mit dem Beispiel von oben zunächst
```

  

    

      

        

          
Fachkraft-Kind-Relation

        

        
≈

        

          

            

              
0

              

                
,

              

              
75

            

            

              
9

              

                
,

              

              
5

            

          

        

        
≈

        

          

            
1

            

              
12

              

                
,

              

              
7

            

          

        

        
≈

        
0,079

      

    

    
{\displaystyle {\text{Fachkraft-Kind-Relation}}\approx {\frac {0{,}75}{9{,}5}}\approx {\frac {1}{12{,}7}}\approx 0{,}079}

  

 
 
 
(ohne Korrekturfaktor)
```

Von den insgesamt 80 Fachkraftstunden pro Woche entfallen nur 60 Stunden (12 Stunden pro Tag) auf die Arbeit mit dem Kind. Dabei ist noch eine Besonderheit zu beachten. Dividiert man die durchschnittliche Fachkraftanzahl (1,5) durch die durchschnittliche Kinderzahl (19,5), so ergibt sich ein Verhältnis von 1 : 13. Die Abweichung zum vorstehend errechneten Verhältnis erklärt sich damit, dass bei der Berechnung der Vollzeitäquivalente beim Personal durch 39 und bei den Kindern durch 40 geteilt wird. Mit dem Korrekturfaktor 39/40 ergibt sich
```

  

    

      

        

          
Fachkraft-Kind-Relation

        

        
=

        

          

            

              
0

              

                
,

              

              
75

            

            

              
9

              

                
,

              

              
5

            

          

        

        
⋅

        

          

            
39

            
40

          

        

        
=

        

          

            
1

            
13

          

        

        
≈

        
0,077

      

    

    
{\displaystyle {\text{Fachkraft-Kind-Relation}}={\frac {0{,}75}{9{,}5}}\cdot {\frac {39}{40}}={\frac {1}{13}}\approx 0{,}077}

  

```

Im Beispiel von oben steht also für 13 Kinder durchschnittlich eine Erzieherin zur Verfügung.

## Alternative Berechnungsmethode
In einer 2020 veröffentlichten Studie zur Kinderbetreuung in Deutschland verfolgt die Fernuniversität in Hagen einen Ansatz, der sowohl quantitative als auch qualitative Faktoren berücksichtigt. In die Berechnung des Personalschlüssels fließen neben der Zahl der Kinder und der eingesetzten Mitarbeiter insbesondere die Gruppengrößen und die Ausbildung des Personals ein. Während sich die quantitativen Personalschlüssel der Bundesländer angleichen, ist das Qualifikationsniveau der Akteure sehr unterschiedlich, sodass die Bildungschancen der Kinder maßgeblich vom Wohnort abhängen. Zur Entlastung des Personalschlüssels fordern die Autoren, das Fachpersonal etwa durch den gezielten Einsatz von Hilfskräften zu entlasten.